# Glenea chlorospila
Glenea chlorospila é uma espécie de escaravelho da família Cerambycidae. Foi descrita por Charles Joseph Gahan em 1897. É conhecida a sua existência no Taiwan e Japão.

## Subespecie
- Glenea chlorospila chlorospila Gahan, 1897
- Glenea chlorospila hachijonis Matsumura & Matsushita, 1933
- Glenea chlorospila hayashii Nakane, 1963
- Glenea chlorospila okinawensis Makihara, 1988